# Teppichmuseum Tönsmann
Das Teppichmuseum Tönsmann ist ein privates Museum in der ostwestfälischen Stadt Espelkamp im Kreis Minden-Lübbecke in Nordrhein-Westfalen. Der Firmen-Inhaber, Jürgen Tönsmann, Träger des hohen marokkanischen Ordens „Chevalier de Ouissam Alaouite“, hat seine Sammlung in den 1960er Jahren begonnen und ständig ergänzt. Seit 1990 ist die Ausstellung für die Öffentlichkeit zugänglich und 2009 wurde das Museum nach Neugestaltung im Beisein des marokkanischen Botschafters, eines Europa-Abgeordneten und weiterer Gäste aus Politik und Wirtschaft wiedereröffnet.

## Exponate
Ein Schwerpunkt der Ausstellung sind die bis zu 300 Jahre alten Nomaden- und Berber-Teppiche aus Marokko. Besondere Teppiche sind beispielsweise ein ca. 120 Jahre alter Beni-Ourain-Teppich, der mit der Wolle einer Schafrasse geknüpft wurde, die bereits seit langem ausgestorben ist, oder ein Glaoua-Teppich, von dem sich nur ein Exemplar im Textilmuseum in Washington und eines im Teppichmuseum Tönsmann befindet.
Darüber hinaus werden auch seltene Mineralien gezeigt, wie z. B. Erythrin, von dem heute kaum noch Fundorte bekannt sind, sowie Exponate islamisch-nordafrikanischer Kunst, wie beispielsweise eine Sammlung jahrhundertealter Korane und Arbeitsgeräte der Nomaden, wie Handmühlen, Knüpfrahmen, Teppichscheren und vieles mehr. Die ältesten Exponate sind zwischen 12.000 und 20.000 Jahre alt.
Im Juli 2010 wurde das Museum in Anwesenheit des Botschafters von Nepal um die Tibet/Nepal-Abteilung erweitert. Zu sehen sind dort beispielsweise ein 300 Jahre altes tibetanisches Gebetbuch und traditionelle Musikinstrumente wie zum Beispiel ein historisches Dung-chen.

## Sonnenuhr

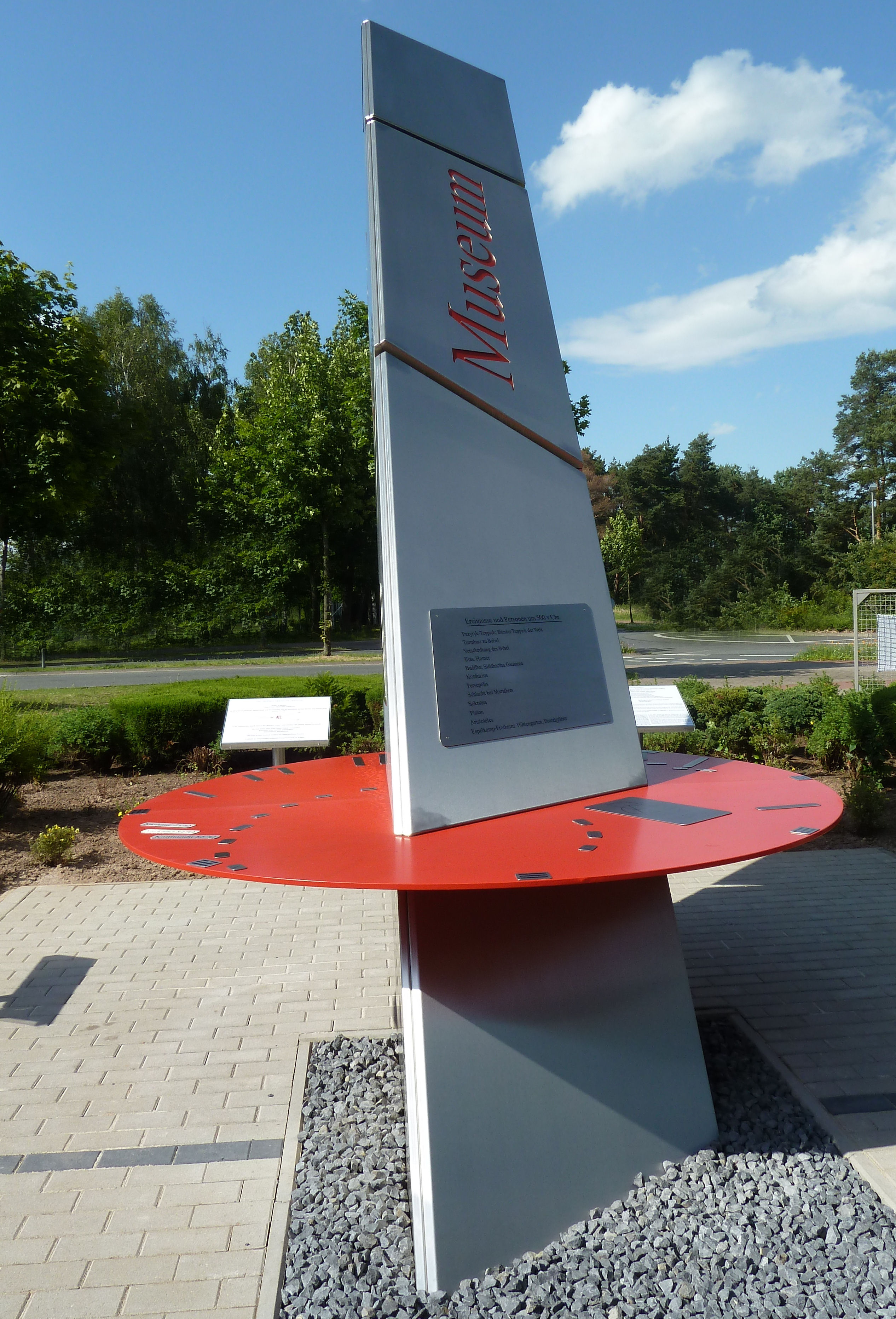
„Heliochronometer“

Das Museum verfügt seit Juni 2012 über einen Werbeträger in der Funktion einer Sonnenuhr. Diese über sieben Meter hohe Horizontalsonnenuhr, gefertigt aus 1,8 t Edelstahl, ist auf den Koordinaten 52°23′41″ Nord, 8°37′41″ Ost nach den Regeln der Gnomonik konzipiert und erdachsenparallel ausgerichtet, so dass alle Kanten zum Himmelspol weisen. Auf der Scheibe der Sonnenuhr wird die Geschichte der Astronomie anhand vieler Dokumentationen und Lebensphilosophien unterschiedlicher Kulturräume dargestellt. Die Stele wurde mit Hilfe des goldenen Schnitts gefertigt, um eine besondere geometrische Harmonie zu verdeutlicht.

## Mitgliedschaften
Das Museum ist Mitglied im Verband der „Museumsinitiative Ostwestfalen“ und im „Netzwerk Deutscher Unternehmermuseen“. Des Weiteren ist es eine LandArt-Station, eine Initiative für Kulturveranstaltungen im Kreis Minden-Lübbecke.